# Мозгов, Сергей Александрович
Сергей Александрович Мозгов (род. 10 марта 1995, Москва) — российский фигурист, выступавший в танцах на льду. В паре с Бетиной Поповой становился победителем Универсиады (2019), серебряным призёром Кубка России (2017, 2019) и участником турниров Гран-при (2017—2019). По состоянию на октябрь 2019 года пара занимала двадцать второе место в рейтинге Международного союза конькобежцев. 
На юниорском уровне катался с Сабиной Адигамовой, Татьяной Батуринцевой и Евгенией Косыгиной. В 2011 году его партнёршей стала Анна Яновская. Они были чемпионами России и мира среди юниоров, а также участниками взрослого Гран-при (2015). В следующем году Мозгов образовал пару с Бетиной Поповой, с которой провёл четыре совместных сезона. В 2020 году дуэт завершил соревновательную карьеру.

## Карьера
Сергей Мозгов начинал заниматься фигурным катанием в 1999 году. Достаточно рано перешёл в танцы на льду. В сезоне 2006/07 выступал с Сабиной Адигамовой за ДЮСШ № 37.
В 2007 году перебрался в ШВСМ (Одинцово) в группу к Алексею Горшкову. Три сезона (2007-10) катался вместе с Евгенией Косыгиной. Член сборных команд России с 2008 года. Призёр этапов Кубка России 2008 и 2009. Серебряный призёр Первенства Москвы среди юниоров 2008. Участник юниорского Гран-При в Венгрии 2009 (Будапешт).
После ухода из Одинцово, весной 2010 года, ездил в США к Евгению Платову, пытаясь встать в пару с Ангелиной Кабышевой. Сезон 2010/11 провёл в группе Александра Свинина и Ирины Жук, выступая в дуэте с Татьяной Батуринцевой. С весны 2011 года тренируется в группе Светланы Алексеевой, где соединился в паре с Анной Яновской.

### 2011/2012
На их первом совместном этапе юниорского Гран-При в Польше, Гданьске, они выиграли бронзовую медаль, а уже на втором этапе в Таллине — золото. Эти результаты позволили им квалифицироваться в финал юниорской серии Гран-При, где они заняли второе место в коротком танце и третье в произвольном, в сумме став вторыми вслед за товарищами по команде — Александрой Степановой и Иваном Букиным. После Яновская и Мозгов приняли участие в первых юношеских олимпийских играх 2012 в Инсбруке, выиграв их. После этого на первенстве России стали четвертыми, как и на последовавшем за ним чемпионате мира среди юниоров.

### 2012/2013
На этапах юниорской серии Гран-При в Австрии и Словении стали вторыми, квалифицировавшись в финал. В финале Яновская и Мозгов стали четвертыми. На первенстве России пара заняла третье место, на юниорский чемпионат мира они не отобрались.

### 2013/2014
Сезон начали с победы на этапе юниорской серии Гран-При в Словакии, затем выиграли золото на этапе в Эстонии и третий год подряд квалифицировались в финал серии. В финале юниорской серии Гран-При, проходившем в Фукукоке, Япония, Яновская и Мозгов уверенно выиграли золотые медали. На первенстве России стали вторыми, уступив первое место Александре Степановой и Ивану Букину. В марте выиграли серебряные медали на чемпионате мира среди юниоров в Софии, Болгария.

### 2014/2015
Сезон пара начала неплохо, они вновь пробились в финале юниорской серии Гран-При с первых мест в Эстонии и Хорватии. Вновь стали победителями юниорского Гран-при. В марте 2015 года одержали первую в карьере победу на чемпионате мира среди юниоров.

### 2015/2016
Следующий сезон пара начала среди взрослых. Они в октябре дебютировали в Милуоки (США) на этапе серии Гран-при Skate America. Далее пара выступала на этапе Гран-при Trophée Bompard, однако, после коротких программ, соревнования были отменены из соображений безопасности (в столице Франции произошла серия терактов). На национальном чемпионате, финишировали на шестом месте.

### 2016/2017
В начале мая 2016 года последовало заявление, что Мозгов более не будет выступать с Яновской и встал в пару с Бетиной Поповой.
Дебютировала пара на международной арене в начале декабря в Загребе на турнире Золотой конёк Загреба, где они заняли пятое место и Сергей улучшил свои прежние достижения в сумме и произвольном танце. Однако пара на смогла пройти отбор на национальный чемпионат, они были на нём запасными. В середине февраля танцоры выступили на Кубке России и заняли там второе место.

### 2017/2018
Новый олимпийский сезон российские фигуристы начали в Братиславе, где на турнире Мемориал Ондрея Непелы финишировали с бронзовыми медалями. При этом фигуристы улучшили свои прежние достижения в сумме и произвольной программе. В начале октября в Эспоо, на Трофее Финляндии, они финишировали в пятёрке. Через две недели российская танцевальная парадебютировала в серии Гран-при на российском этапе, где они заменили своих товарищей по сборной. Фигуристы улучшили свои прежние достижения в коротком танце и сумме и финишировали в середине таблицы. В середине ноября пара удачно выступила в Варшаве на Кубке города, который они выиграли. При этом им удалось незначительно улучшить свои прежние достижения в сумме и короткой программе. На национальном чемпионате в середине декабря в Санкт-Петербурге пара финишировала рядом с пьедесталом[уточнить].

## Программы
(с Бетиной Мозговой)
| Сезон     | Короткий танец                                                                           | Произвольный танец                                                                  | Показательные выступления |
| --------- | ---------------------------------------------------------------------------------------- | ----------------------------------------------------------------------------------- | ------------------------- |
| 2019—2020 | - Cabaret - Willkommen - Money Money - Mein Herr                                         | - Bohemian Rhapsody by Queen                                                        |                           |

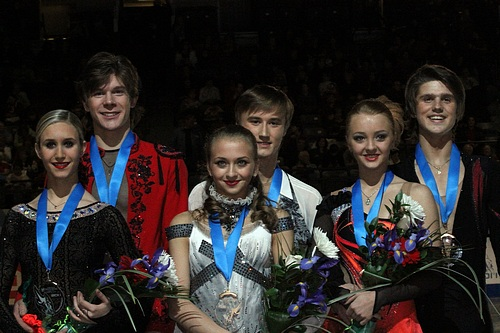
Анна Яновская и Сергей Мозгов (слева) в финале юниорской серии Гран-При 2011/2012

| 2018–2019 | - Tango: Volver (tango) by Maxime Rodriguez                                              | - The Master and Margarita (miniseries)\|The Master and Margarita by Igor Kornelyuk |                           |
| 2017–2018 | - Cha Cha - Rhumba: Formidable by Stromae - Samba: Batacuda Mixes performed by D.J. Dero | - Carmen Suite by Georges Bizet                                                     |                           |
| 2016–2017 |                                                                                          | - Going to the Run by Golden Earring - Black Betty                                  |                           |

## Результаты
| В паре с Евгенией Косыгиной |       |       |
| Соревнования                | 08/09 | 09/10 |
| Международные среди юниоров |       |       |
| Гран-при Венгрии            |       | 5     |
| NRW Trophy                  | 5     |       |
| Национальные среди юниоров  |       |       |
| Первенство России           | 11    | 12    |

| В паре с Татьяной Батуринцевой |       |
| Соревнования                   | 10/11 |
| Международные среди юниоров    |       |
| Pavel Roman Memorial           | 3     |
| NRW Trophy                     | 2     |
| Bavarian Open                  | 2     |
| Национальные среди юниоров     |       |
| Первенство России              | 9     |

| Результаты выступлений с Анной Яновской |       |       |       |       |       |
| Соревнования                            | 11/12 | 12/13 | 13/14 | 14/15 | 15/16 |
| Международные                           |       |       |       |       |       |
| Гран-при Франции                        |       |       |       |       | 6     |
| Гран-при США                            |       |       |       |       | 6     |
| Международные среди юниоров             |       |       |       |       |       |
| Чемпионат мира                          | 4     |       | 2     | 1     |       |
| Олимпиада — танцы                       | 1     |       |       |       |       |
| Олимпиада — команда                     | 6     |       |       |       |       |
| Финал Гран-при                          | 2     | 4     | 1     | 1     |       |
| Гран-при Эстонии                        | 1     |       | 1     | 1     |       |
| Гран-при Хорватии                       |       |       |       | 1     |       |
| Гран-при Словакии                       |       |       | 1     |       |       |
| Гран-при Словении                       |       | 2     |       |       |       |
| Гран-при Австрии                        |       | 2     |       |       |       |
| Гран-при Польши                         | 3     |       |       |       |       |
| Ice Star                                |       |       | 1     |       |       |
| Volvo Open Cup                          |       | 1     | 1     |       |       |
| Национальные                            |       |       |       |       |       |
| Чемпионат России                        |       |       |       |       | 6     |
| ЧР среди юниоров                        | 4     | 3     | 2     | 1     |       |

| Результаты выступлений с Бетиной Поповой |       |       |       |       |
| Соревнования                             | 16/17 | 17/18 | 18/19 | 19/20 |
| Международные                            |       |       |       |       |
| Гран-при Канады                          |       |       |       | 8     |
| Гран-при Франции                         |       |       | 8     |       |
| Гран-при Финляндии                       |       |       | 7     |       |
| Гран-при России                          |       | 6     |       |       |
| Универсиада                              |       |       | 1     |       |
| Volvo Open Cup                           |       |       | 1     |       |
| Warsaw Cup                               |       | 1     |       |       |
| Finlandia Trophy                         |       | 5     |       | 3     |
| Мемориал Непелы                          |       | 3     | 3     | 4     |
| Золотой конёк                            | 5     |       | 3     |       |
| Национальные                             |       |       |       |       |
| Чемпионат России                         |       | 4     | 4     |       |
| Финал Кубка России                       | 2     |       | 2     |       |